# Only the Strong
Only the Strong (br Esporte Sangrento) é um filme de ação de 1993, dirigido por Sheldon Lettich, estrelado por Mark Dacascos. É considerado o único filme de Hollywood que mostra a capoeira, uma arte marcial afro-brasileira, do começo ao fim. 

## Sinopse
O ex-boina verde Louis Stevens (Mark Dacascos), retorna para sua velha escola de artes marciais em Miami e recebe sua mais difícil missão: deixar em forma um grupo de adolescentes formado pelos delinquentes da região. Stevens, um mestre na Capoeira, a mortal arte marcial praticada no Brasil, resolve colocar os garotos em um rigoroso programa de treinamento. Através da disciplina do esporte e de muitos pulos e saltos, os jovens rebeldes aumentam seu respeito próprio, esperança e senso de poder. Usando suas novas e recém descobertas habilidades e com a ajuda de Stevens, eles resolvem enfrentar a terrível gangue que aterroriza a escola - porém, seu líder, um cruel traficante, também é um temido mestre, e hábil na capoeira. Agora, Stevens precisa lutar para salvar sua própria vida e também a vida de seus discípulos.

## Elenco
- Mark Dacascos – Louis Stevens
- Stacey Travis – Dianna
- Geoffrey Lewis – Kerrigan
- Paco Christian Prieto – Silverio
- Todd Susman – Cochran
- Richard Coca – Orlando
- Roman Cardwell – Shay
- Ryan Bollman – Donovan
- Christian Klemash – Eddie

## Produção
Embora Mark Dacascos seja um talentoso artista marcial, sua formação não é inicialmente na capoeira. Pouco antes de sua audição, ele recebeu seu treinamento do famoso capoeirista Mestre Amen Santo, que foi responsável por grande parte da coreografia da luta e tem um pequeno papel no filme.